# قلمرو باگاتا
قلمرو باگاتا (به لاتین: Bagata Territory) یک منطقهٔ مسکونی در جمهوری دموکراتیک کنگو است که در استان کویلو واقع شده‌است. قلمرو باگاتا ۱۸٬۱۷۹ کیلومتر مربع مساحت دارد ۲۷۵ متر بالاتر از سطح دریا واقع شده‌است.